# Ајрадин-паша во село Галешник
Ајрадин-паша во село Галешник (укр. Айрадин-паша в селі Галешник) — македонська епічна народна пісня.

## Зміст
Айрадин-паша збирає Тоскі і прямує до Галешніка (Галичник). Коли військо направляє гармати на село, троє селян благають пашу не руйнувати село, бо воно постачає Стамбулу овець на Байрам. Паша відмовляється від свого наміру і відводить військо, ще раз дивлячись у бінокль на село. Потім він бачить трьох дівчат, які зібралися біля джерела, лаються з пашею.